# Pisenor upembanus
Pisenor upembanus là một loài nhện trong họ Barychelidae. Loài này phân bố ờ Congo.